# Trake ljubezni: Heroina
Trake ljubezni: Heroina je skupen mikstejp ljubljanskih hip hop zasedb Smrt boga in otrok (SBO) in AMN, ki je izšel v samozaložbi 27. avgusta 2017. Gre za prvo izdajo obeh sodelujočih zasedb.

## Kritični odziv
Za Radio Študent je Jernej Terbežnik o albumu rekel: "Skupinskost, ki pri dotičnem kolektivu oziroma dveh oteži profiliranje glavnih raperjev, pa je tokrat zaslužna predvsem za osvežujočo dinamiko, s katero komadi med SBO artikuliranim napuhom in AMN melodično momljavostjo plujejo naprej, ob le enem raperju pa bi lahko hitro izpadli monotono."

## Seznam pesmi
| Št. | Naslov              | Dolžina |
| --- | ------------------- | ------- |
| 1.  | „Tonemo‟            | 3:45    |
| 2.  | „Neptun‟            | 4:29    |
| 3.  | „Minhen‟            | 4:00    |
| 4.  | „Sav moj bol‟       | 1:00    |
| 5.  | „Tarlabaši‟         | 3:53    |
| 6.  | „Vanilija‟          | 3:23    |
| 7.  | „O jednoj mladosti‟ | 1:07    |
| 8.  | „Venera v men‟      | 4:00    |
| 9.  | „Fajront‟           | 4:14    |

## Zasedba
Smrt boga in otrok
- Papi Promaja
- Gucca Versacca
- Mili Khumara
- Kajtimir Čkalja
- Piky Millenium
- 50 Frenks

AMN
- ZaHan$olo
- Miha Mih

Dodatni glasbeniki
- Jaka Predalič — kitara (v živo)

Tehnično osebje
- Anže Kacafura — miks, mastering
- Alma Balo Topalović — oblikovanje